# Kliopsyllus idiotes
Kliopsyllus idiotes är en kräftdjursart som beskrevs av Wells 1967. Kliopsyllus idiotes ingår i släktet Kliopsyllus och familjen Paramesochridae. Inga underarter finns listade i Catalogue of Life.